# Republiek Bouillon
De Republiek van Bouillon (Frans : République bouillonnaise) was een kortstondige republiek, die ontstond als uitloper van de Luikse en de Franse Revolutie in de stad Bouillon, een stad die nu in de Belgische provincie Luxemburg ligt. 
Godfried Karel de la Tour d'Auvergne, de in Parijs verblijvende hertog van Bouillon, stond positief tegenover de Franse Revolutie en wilde op dezelfde manier zijn hertogdom hervormen. Het staatje omvatte de stad Bouillon en het omliggende gebied, 230 km² groot, met 12000 inwoners. Op 23 maart of op 1 mei 1792 werd Bouillon een constitutionele monarchie naar Frans voorbeeld. 
Op 19 november 1792 bezetten Franse troepen Bouillon terwijl ze ook alle Zuidelijke Nederlanden veroveren. De hertog van Bouillon overleed op 3 december en werd opgevolgd door zijn zoon Jacques-Léopold. Deze verbleef in het Franse Évreux en was dus ook citoyen van het nieuwe Franse regime, dat hem op 7 februari 1794 onder arrest geplaatst had (periode van de Terreur).
Het Parlement van Bouillon constateerde dat de hertog niet in staat was te regeren en riep op 24 april 1794 een Bijzondere Vergadering van vertegenwoordigers van het volk van Bouillon samen, die de soevereiniteit overnam. Volgens de ene interpretatie betekende dat de afzetting van de hertog en het uitroepen van de republiek; volgens anderen was het slechts een tijdelijke waarneming van de macht. 
Op 19 mei 1795 verjoeg een Oostenrijks leger de Franse troepen, maar de stad werd niet bezet en vroeg opnieuw bescherming aan de Fransen. Op 26 oktober 1795 werd Bouillon geannexeerd door de Eerste Franse Republiek en verdeeld over het departement Ardennes en het Woudendepartement. 